# Music-Bank-Welttournee
Bei der jährlichen Music-Bank-Welttournee von KBS (Korean Broadcasting System) treten die populärsten K-Pop-Künstler in zahlreichen Ländern auf.

## Besucherzahl
In Frankreich waren rund 10.000 K-Pop-Fans vor Ort, in Japan erreichte die Besucherzahl die Rekordsumme von 45.000 Menschen.

## Zeittafel

### 2011–12
| Datum            | Land                | Stadt        | Veranstaltungsort                |
| ---------------- | ------------------- | ------------ | -------------------------------- |
| 13. Juli 2011    | Japan               | Tokyo        | Tokyo Dome                       |
| 9. Februar 2012  | Frankreich          | Paris        | Palais Omnisports de Paris-Bercy |
| 23. Juni 2012    | Volksrepublik China | Hongkong     | AsiaWorld-Expo                   |
| 2. November 2012 | Chile               | Viña del Mar | Quinta Vergara                   |

### 2013
| Datum        | Land       | Stadt    | Veranstaltungsort         |
| ------------ | ---------- | -------- | ------------------------- |
| 9. März      | Indonesien | Jakarta  | Gelora Bung Karno Stadium |
| 7. September | Türkei     | Istanbul | Ülker Sports Arena        |

### 2014
| Datum       | Land      | Stadt          | Veranstaltungsort      |
| ----------- | --------- | -------------- | ---------------------- |
| 7. Juni     | Brasilien | Rio de Janeiro | HSBC Arena             |
| 30. Oktober | Mexiko    | Mexiko-Stadt   | Arena Ciudad de México |

### 2015
| Datum    | Land    | Stadt | Veranstaltungsort       |
| -------- | ------- | ----- | ----------------------- |
| 28. März | Vietnam | Hanoi | Mỹ-Đình-Nationalstadion |

### 2018
| Datum         | Land        | Stadt  | Veranstaltungsort   |
| ------------- | ----------- | ------ | ------------------- |
| 15. September | Deutschland | Berlin | Max-Schmeling-Halle |